# Cao Yan
Cao Yan war der Sohn des Wei-Generals Cao Chun.
Er diente wie sein Vater im Militär und wurde später Lingjun-General und Marquis von Pingle. Er hinterließ einen Sohn, Cao Liang.